# Andreas Michalakópulos
Andreas Michalakópulos (en griego Ανδρέας Μιχαλακόπουλος, Patras, 1876 - Atenas, 1938) fue un político liberal griego del período de entreguerra, que sirvió como primer ministro del 7 de octubre de 1924 al 26 de junio de 1925.
Era un miembro de la cúpula del "Komma Fileleftheron" (el partido liberal) y un estrecho colaborador de su fundador, Eleftherios Venizelos. Con Venizelos participó en las negociaciones de los tratados de Sèvres y Lausana, y firmó como Ministro de Asuntos Exteriores el convenio turco-griego de amistad (también conocida bajo el nombre de Tratado de Ankara) el 30 de octubre de 1930.
Ocupó puestos importantes en varios gobiernos liderados por Venizelos, Alexandros Zaimis y Konstantinos Tsaldaris; Ministro de Asuntos Exteriores (1928 - 1933), Ministro de Economía (1912 - 1916), Ministro de Agricultura (1917 - 1918, 1920), Ministro de Defensa (1918). Por oponerse a la dictadura militar de Ioannis Metaxas, fue enviado en exilio político en la isla de Paros en 1936, donde moriría dos años más tarde.
| Predecesor: Themistoklis Sophoulis | Primer ministro de Grecia 1924 a 1925 | Sucesor: Theodoros Pangalos |

- Datos: Q499601
- Multimedia: Andreas Michalakopoulos / Q499601